# Cremanthodium pinnatisectum
Cremanthodium pinnatisectum là một loài thực vật có hoa trong họ Cúc. Loài này được (Ludlow) Y.L.Chen & S.W.Liu mô tả khoa học đầu tiên năm 1984.